# Иоанниты (бальяж Бранденбург)
Бранденбургский бальяж рыцарского ордена Святого Иоанна Иерусалимского госпиталя (нем. Balley Brandenburg des Ritterlichen Ordens Sankt Johannis vom Spital zu Jerusalem) — бальяж (бале́й) госпитальеров-протестантов. Входит в протестантский Альянс орденов святого Иоанна Иерусалимского.
Бальяж маркграфства Бранденбург получил широкую автономию внутри исходного ордена госпитальеров согласно договору с главой немецкой ветви ордена (одного из восьми «языков»), заключённому в Хаймбахе в 1382 году.
В 1538 году Иоахим II Гектор, курфюрст Бранденбурга, перешёл в протестантство, что по правилам того времени означало смену официальной религии всех подданных. Иоанниты (госпитальеры) из числа его подданных приняли лютеранство, сохранив при этом административное подчинение главе католического Мальтийского ордена. Орден иоаннитов имел посольство в Берлине, которое с 1738 года занимало Орденский дворец на площади Вильгельмплац.
В 1812 году прусский король Фридрих Вильгельм III по сути распустил бальяж и конфисковал его владения. Формально это было обставлено как преобразование бальяжа в прусский государственный орден св. Иоанна, вручавшийся за особые заслуги. Мальтийский крест также послужил основой дизайна для другого прусского ордена — Pour le Mérite.
В 1852 году бальяж был восстановлен указом Фридриха Вильгельма IV как организация, совершенно независимая от католического Мальтийского ордена. С этого времени основной заботой немецких иоаннитов становится благотворительность. Бальяж поддерживает сеть лечебниц и курсов первой медицинской помощи.
Отделения бальяжа действуют во многих странах мира с протестантским населением. После Второй мировой войны филиалы бальяжа в Швеции и Нидерландах были преобразованы в национальные ордена св. Иоанна.
С 1693 года все гроссмейстеры ордена принадлежали к правящей в Пруссии династии Гогенцоллернов. С 1999 года орден возглавляет прусский принц Оскар, правнук кайзера Вильгельма II.